# 철학 언어
철학 언어(philosophical language)는 때로는 분류에 따라 제일원리로 구성된 모든 인공어이다. 일종의 공학 언어로 간주된다. 철학 언어는 근대 초기에 인기가 높았으며, 부분적으로는 철학적(즉, 과학적) 목적을 위해 일반 언어를 수정하려는 목표에 의해 동기가 부여되었다. 이상적인 언어라는 용어는 때때로 거의 동의어로 사용되지만, 토키 포나(Toki Pona)와 같은 보다 현대적인 철학 언어는 완벽함에 대한 그러한 고귀한 주장을 포함할 가능성이 적다. 언어의 공리와 문법은 일반적으로 사용되는 언어와 다르다.

## 개요
대부분의 철학 언어에서 단어는 기본으로 취급되는 제한된 형태소 세트로 구성된다. "철학 언어"는 때때로 "분류학적 언어"와 동의어로 사용된다. 올리고합성 언어의 어휘는 작은(이론적으로 최소한의) 형태소 집합으로 만들어진 복합어로 구성된다. 도기 보나와 같은 언어도 마찬가지로 제한된 어근 집합을 사용하지만 일련의 고유한 단어로 유지되는 구문을 생성한다.

## 같이 보기
- 언어적 철학